# Seznam osebnosti iz Občine Kostanjevica na Krki
Seznam osebnosti iz Občine Kostanjevica na Krki vsebuje osebnosti, ki so se tu rodile, delovale ali umrle.

## Religija
- Lenart Pachernecker, duhovnik, redovnik, cistercijan; avtor prve katoliške slovenske knjige (med 1500 in 1550, Koroška – 1580, Kostanjevica na Krki)
- Frančišek Ksaver Rhode, cistercijan, pisatelj, glasbenik (1695, Ljubljana – 1738, Kostanjevica na Krki)
- Jožef Marešič, duhovnik, nabožni pesnik in pisatelj (1805, Kostanjevica na Krki – 1872, Šmarna gora)
- Frančišek Marešič, duhovnik, publicist, nabožni pisatelj (1846, Kostanjevica na Krki – 1901, Lipoglav)
- Vinko Kastelic, duhovnik (1914, Klečet – 1942, Ržišče)

## Umetnost
- Othmar von Türk, avstrijski fotograf (1843, Kostanjevica na Krki – 1904, Dunaj)
- Božidar Jakac, slikar, po njem se  imenuje galerija v Kostanjevici na Krki
- Jože Gorjup, slikar, kipar in grafik (1907, Kostanjevica na Krki – 1932, Ljubljana)
- Marijan Tršar, grafik, slikar, likovni kritik in publicist; leta 1966 je imel v Kostanjevici na Krki samostojno razstavo (1922,Dolenjske Toplice – 2010, Ljubljana)
- Dušan Tršar, kipar; leta 1972 se je v Kostanjevici na Krki udeležil kiparskega simpozija in imel tam leta 1973 samostojno razstavo (1937, Planina)
- Jože Spacal, slikar, grafik in ilustrator (1939, Kostanjevica na Krki – 2020)
- Borut Smrekar, dirigent in pianist, univerzitetni profesor (1959, Kostanjevica na Krki)

## Humanistika
- Jože Plečnik, arhitekt; za Kostanjevico na Krki je izdelal veliko projektov: ciborij za župno cerkev sv. Jakoba (1933), načrt za lekarno, kjer je bilo tudi stanovanje Fonove (zidava stavbe 1938), ex librise in logotipe za lekarno, za Meščansko skupnost Kostanjevica (pečat, grb, grafično podobo kuvert, pisemskega papirja), božjepotne podobice, razglednice, tiskovine za cerkev na Slinovcah, spomeniška dela na kostanjeviškem pokopališču: nagrobnik družine Fon, otroški grob.  (1872, Ljubljana – 1957, Ljubljana)
- Franc Fabinc, učitelj, novinar, urednik in pedagoški pisec (1881, Kostanjevica na Krki – 1923, Ljubljana)
- Božo Borštnik, novinar, prevajalec, publicist (1889, Hinje pri Žužemberku – 1974, Kostanjevica na Krki)
- Srečko Brodar, arheolog, geolog; leta 1938 je raziskal paleolitsko najdišče v Kostanjevici na Krki (1893, Ljubljana – 1987, Ljubljana)
- Mirko Kuhel, pisatelj, publicist in prevajalec (1904, Kostanjevica na Krki – 1958, Cleveland)
- Lado Smrekar, učitelj, kulturni delavec in galerist; učitelj in ravnatelj na nižji gimnaziji v Kostanjevici do leta 1984, ustanovil in vodil je Galerijo Božidarja Jakca, Gorjupovo galerijo, Lamutov likovni salon in Formo vivo (1928, Zagorica, Mirna)
- Andrej Smrekar, umetnostni zgodovinar (1954, Kostanjevica na Krki)

## Zdravstvo
- Anton Makovic, zdravnik, kirurg, porodničar; prvi predavatelj medicinske stroke v slovenskem jeziku (1750, Kostanjevica na Krki – 1803, Idrija)
- Ivan Oražen, zdravnik (1869, Kostanjevica na Krki – 1921, Ljubljana)
- Emilija Fon, farmacevtka, društvena delavka; prijateljevala je z arhitektom Jožetom Plečnikom (1897, Celje – 1984, Kostanjevica na Krki)
- Radoslav Žargi, zdravnik, infektolog (1918, Kostanjevica na Krki – 1993, Ljubljana)
- Franc Bučar, veterinar in živilski tehnolog (1926, Kostanjevica na Krki – 2000, Ljubljana)

## Gospodarstvo
- Avgust Žabkar, industrialec in mecen (1855, Dobe – 1930, Ljubljana)
- Josip Likar, gozdar (1858, Idrija – 1932, Kostanjevica na Krki)
- Ivan Belle, sadjarski in vinogradniški strokovnjak (1867, Kostanjevica na Krki – 1924, Gradec)
- Karel Černetič, družbeni delavec, obrtnik (1878, Kostanjevica na Krki – 1953, Krško)
- Florijan Gregorič, ekonomist (1883, Kostanjevica na Krki – 1963, Berkeley)
- Jože Likar, gospodarstvenik in publicist (1895, Lokve – 1986, Kostanjevica na Krki)

## Politika in vojska
- Miroslav Martinčič, general (1882, Kostanjevica na Krki – 1944, Zagreb)
- Alojz Colarič, partizan in politični delavec (1905, Slinovce – 1977, Novo mesto)
- Anton Dvojmoč, partizan in družbenopolitični delavec (1919, Dolnja Prekopa)